# جيسيكا دوغرتي
جيسيكا دوغرتي (بالإنجليزية: Jessica Dougherty)‏ هي فنانة أمريكية، ولدت في 1975.